# Mimudea
Mimudea é um gênero de mariposa pertencente à família Crambidae.